# Parque Nacional do Khenifiss

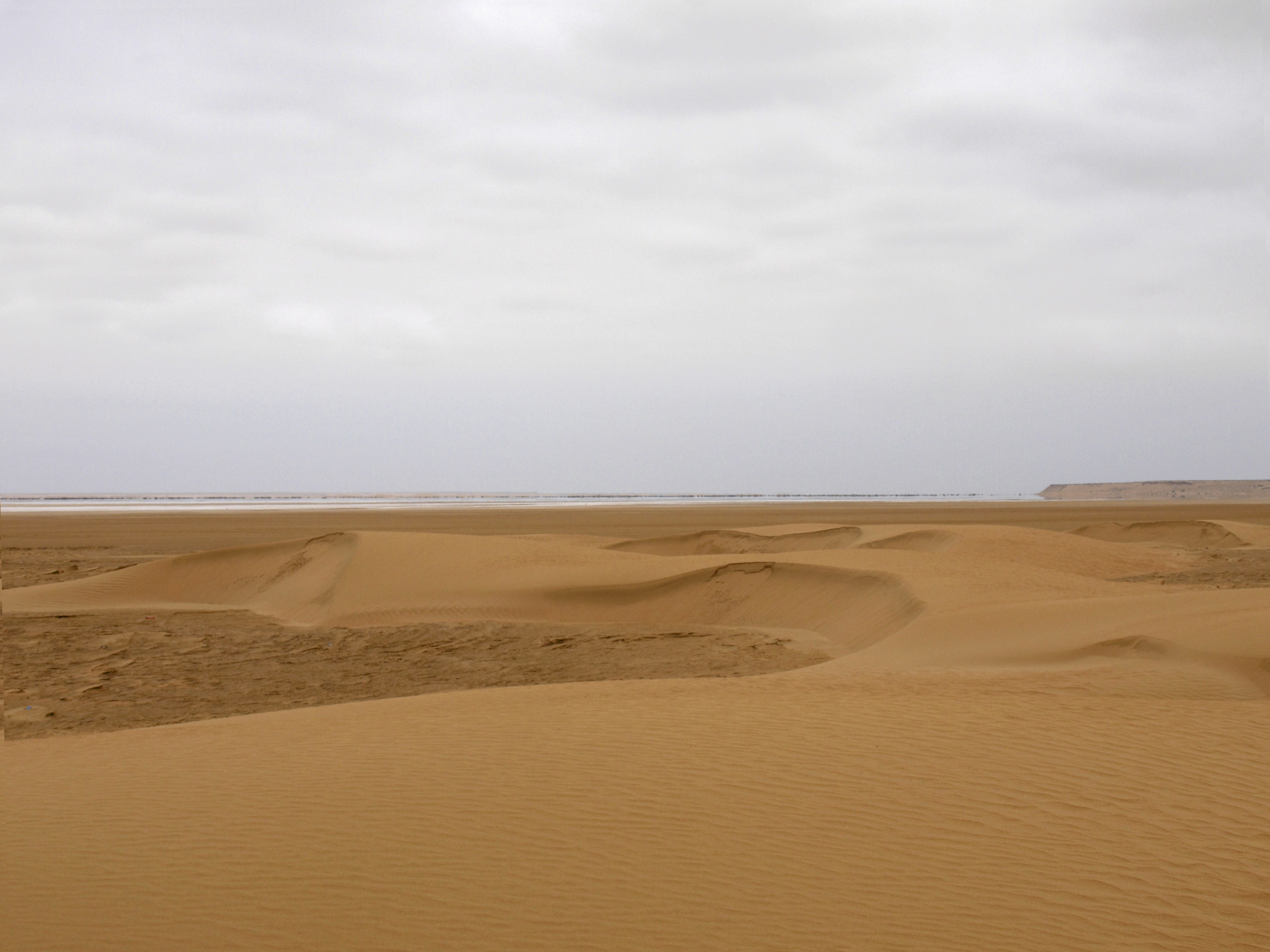
Dunas de areia no parque com o Oceano Atlântico ao fundo

O Parque Nacional do Khenifiss, Khenifiss National Park (em francês:  Le Parc National Khenifiss) é um parque nacional no sudoeste de Marrocos, localizado na costa do Atlântico, na região de Laâyoune-Boujdour-Sakia El Hamra. Foi criado em 2006, a área do parque é de 1.850 quilômetros quadrados (710 sq mi).  O parque nacional foi criado para proteger deserto, pântanos e dunas costeiras.  O vilarejo mais próximo é a localidade rural de Akhfenir.
O parque foi criado como uma reserva natural em 1960, e em 1980, foi classifico como uma zona húmida de importância internacional. Em 1983, a reserva natural foi transformada em Reserva Biológica Permanente, e em 26 de setembro de 2006, foi criado o parque.
O parque está localizado na costa do Oceano Atlântico, ao norte da antiga fronteira com Saara Ocidental, entre as cidades de Tan-Tan (norte) e Tarfaya (sul). A Estrada Nacional 1 (Marrocos), que corre ao longo da costa atlântica de Marrocos, atravessa o parque.
O parque inclui uma porção costeira, a lagoa Khenfiss, a maiores lagoa na costa marroquina, e a parte interior, localizado no planalto do deserto. A lagoa também é um terreno importante de nidificação de aves. O Pato Pardilheira, Pato-ferrugíneo, e a Gaivota-de-audouin  habitam a lagoa de forma permanente, todos os anos um grande número de espécies migram no inverno com cerca de 20.000 aves permanecendo na área da lagoa.
A parte terrestre inclui sabkhas e é típico da paisagens do Sahara. Ele também inclui dunas e planaltos calcários.
O governo declarou a sua intenção de transformar o parque em uma grande atração turística especializada em ecoturismo.